# فخار فلستي ثنائي الكروم
فخار فلستي ثنائي الكروم: هو مصطلح أثري صاغه ويليام فوكسويل أولبرايت في عام 1924، والذي يصف إنتاج الفخار في منطقة عامة مرتبطة بالمستعمرات الفلستية خلال فترة العصر الحديدي الأول في كنعان القديمة(حوالي 1200 - 1000 قبل الميلاد). ولا يزال ربط نوع الفخار بالفلستيين متمسكًا به لدى العديد من العلماء، على الرغم من أن البعض يشكك في صحته المنهجية.

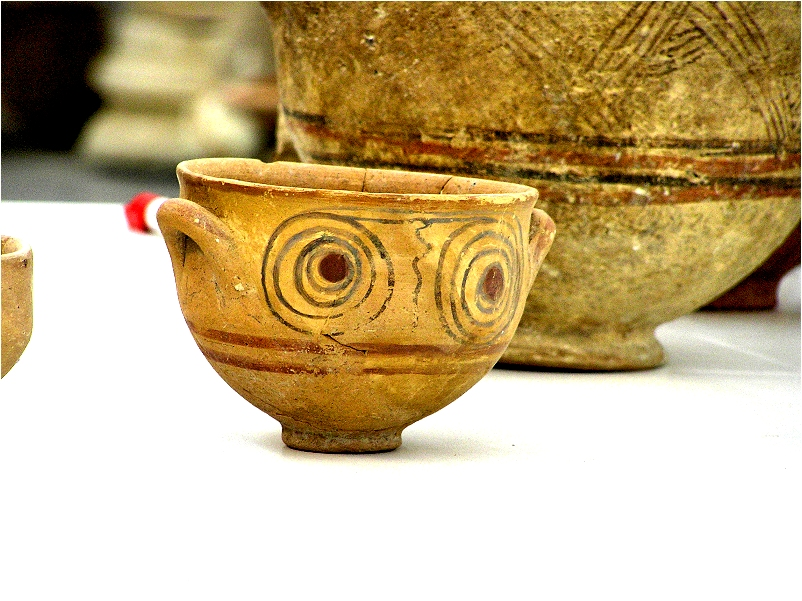
الفخار الفلستي ثنائي الكروم

سعى العلماء إلى ربط الفخار الفلستي ثنائي الكروم بـفخار يونان الموكيانية المستورد من قبرص، والأواني الكنعانية المحلية أحادية الكروم.

## تصنيف
يُعتقد أن الفخار الفلستي ثنائي الكروم: هو السليل المباشر لـفخار (MYCIIIC:1b) المستورد؛ وينتمي فخار (MYC) لـلفترة الهلادية، صُنِّع في قبرص، وورِّد إلى كنعان القديمة، وفخار (MYCIIIC:1b) أو الفخار أحادي الكروم المصنوع محليًا، تم تصنيعه في المستوطنات في كنعان.
عٌثر على فخار (MYCIIIC:1b) أو الفخار أحادي الكروم في توزيع عالي خلال فترة العصر الحديدي IA (1200 -1140/30 قبل الميلاد) في المستوطنات الفلستية في أسدود (الطبقة: XIIIb: المنطقة G؛ عمومًا، الطبقة XIII: المنطقة H) وعقرون( تل مقني: الطبقة السابعة). عُثِر أيضًا على فخار (MYCIIIC:1b) أو الفخار أحادي الكروم بكميات أقل في عكا وبيسان وعلى طول ساحل لبنان وسوريا.

## تحليل النيوترونات
وجد التحليل النيوتروني لـلفخار الفلستي ثنائي الكروم أنه: ربما تم تصنيعه في نفس ورشة العمل، محليًا في كنعان، مثل سابقه الفخار أحادي الكروم(MYCIIIC:1b). ظهر أول مرة في منتصف القرن الثاني عشر قبل الميلاد، خلال العصر الحديدي IB(1140/30 - 1000/980 قبل الميلاد) في مواقع مثل أسدود (الطبقة XII)، مجدو (الطبقة VIB). وقد اقتصرت بشكل رئيسي على المستوطنات الفلستية مع بعض التوزيع في جميع أنحاء كنعان القديمة.

## أسلوب
تشمل السمات الأسلوبية استخدام الزخارف ذات الألوان الحمراء والسوداء (وبالتالي ثنائي الكروم) على قصاصة بيضاء مع العناصر الموكيانية الشائعة للطيور والأسماك والسفن الشراعية. وبينما يحتفظ شكل الفخار بجذوره الموكيانية، يظهر التأثير القبرصي من خلال استخدام الأعناق الطويلة والضيقة. تعتبر التمثيلات الأسلوبية للطيور على الطراز الموكياني؛ والتي عُثِر عليها على الفخار ثنائي الكروم؛ والتي تُعتبر مقدسة، وتظهر أيضًا على السفن الفلستية في نقوش المعبد الجنائزي لـرمسيس الثالث( الأسرة المصرية العشرون) في مدينة هابو في طيبة( الأقصر حاليًا)، مصر. والذي يصور معركته مع شعوب البحر في السنة الثامنة من حكمه؛ المعروفة باسم معركة الدلتا. 1175 قبل الميلاد (التاريخ التقليدي، التاريخ البديل 1178 قبل الميلاد).
استمر هذا النوع من الفخار حتى 1000 قبل الميلاد.
يتم ربط الفخار الفلستي ثنائي الكروم بـالفخار القبرصي ثنائي الكروم، ويُعتبر "الفخار الأحمر ثنائي الكروم" القبرصي ذا صلة أيضًا.